# Станкевич, Ксения Сергеевна
Ксения Сергеевна Станкевич (бел. Станкевіч Ксенія Сяргееўна, род. 28 января 1996) — белорусская спортсменка, борец вольного стиля, бронзовый призёр чемпионата Европы 2019 и 2020 годов.

## Биография
Борьбой занимается с 2006 года. На международных соревнованиях выступает с 2011 года. Призёр чемпионатов Европы среди спортсменов не старше 23-х лет (2018, 2019 гг.).
На чемпионате Европы в 2019 году в городе Бухаресте, в весовой категории до 50 кг, завоевала бронзовую медаль, поборов в схватке за 3-е место спортсменку из Румынии.
В феврале 2020 года на чемпионате континента в итальянской столице, в весовой категории до 50 кг Ксения в схватке за бронзовую медаль победила спортсменку из Молдавии и завоевала вторую бронзовую медаль взрослого чемпионата Европы.